# Turbinolia stephensoni
Turbinolia stephensoni är en korallart som först beskrevs av Wells 1959.  Turbinolia stephensoni ingår i släktet Turbinolia och familjen Turbinoliidae. Inga underarter finns listade i Catalogue of Life.